# (6060) Doudleby
(6060) Doudleby ist ein Asteroid des Hauptgürtels, der am 19. Februar 1980 vom tschechischen Astronomen Antonín Mrkos am Kleť-Observatorium (IAU-Code 046) in Südböhmen nahe der Stadt Český Krumlov entdeckt wurde.
Benannt wurde er nach der tschechischen Gemeinde Doudleby, die südlich von České Budějovice in Südböhmen liegt.